# 海伦县
海伦县，中国旧县名。
1913年（民国二年）改海伦府置海伦县，治所在通肯城（今黑龙江海伦市海伦镇），属黑龙江省绥兰道。民国《黑龙江志稿》卷二记载， “地当海伦河北”，于是得名。1928年（民国十七年）直属黑龙江省。1934年（康德元年）满洲国将海伦县改属滨江省，1939年（康德六年），改属北安省。抗战胜利后，海伦县直属黑龙江省。1956年，隶属于黑龙江省绥化专区。1958年，改属黑龙江省松花江专区。1965年，改属黑龙江省绥化专区。1967年，撤销绥化专区，改置绥化地区。1989年撤销海伦县，改设海伦市。